# Brikcha
Brikcha (en arabe : بريكشة) est une ville du Maroc. Elle est située dans la région de Tanger-Tétouan-Al Hoceïma.
C'est un très beau village, enjoy your time baby!

### Sources
- (en) Brikcha sur le site de Falling Rain Genomics, Inc.